# Dicranomyia (Melanolimonia) parvincisa
Dicranomyia (Melanolimonia) parvincisa is een tweevleugelige uit de familie steltmuggen (Limoniidae). De soort komt voor in het Palearctisch gebied.